# Syneförrättning
Syneförrättning avser en form av offentlig inspektion. I ledigare tal kan syneförrättning vara synonymt med studiebesök eller utåtriktad verksamhet från offentliga institutioner. JämO eller landshövdingen kan till exempel göra en syneförrättning på en arbetsplats.